# Rue Dailly
La rue Dailly est une voie de communication située à Saint-Cloud dans les Hauts-de-Seine.

## Situation et accès

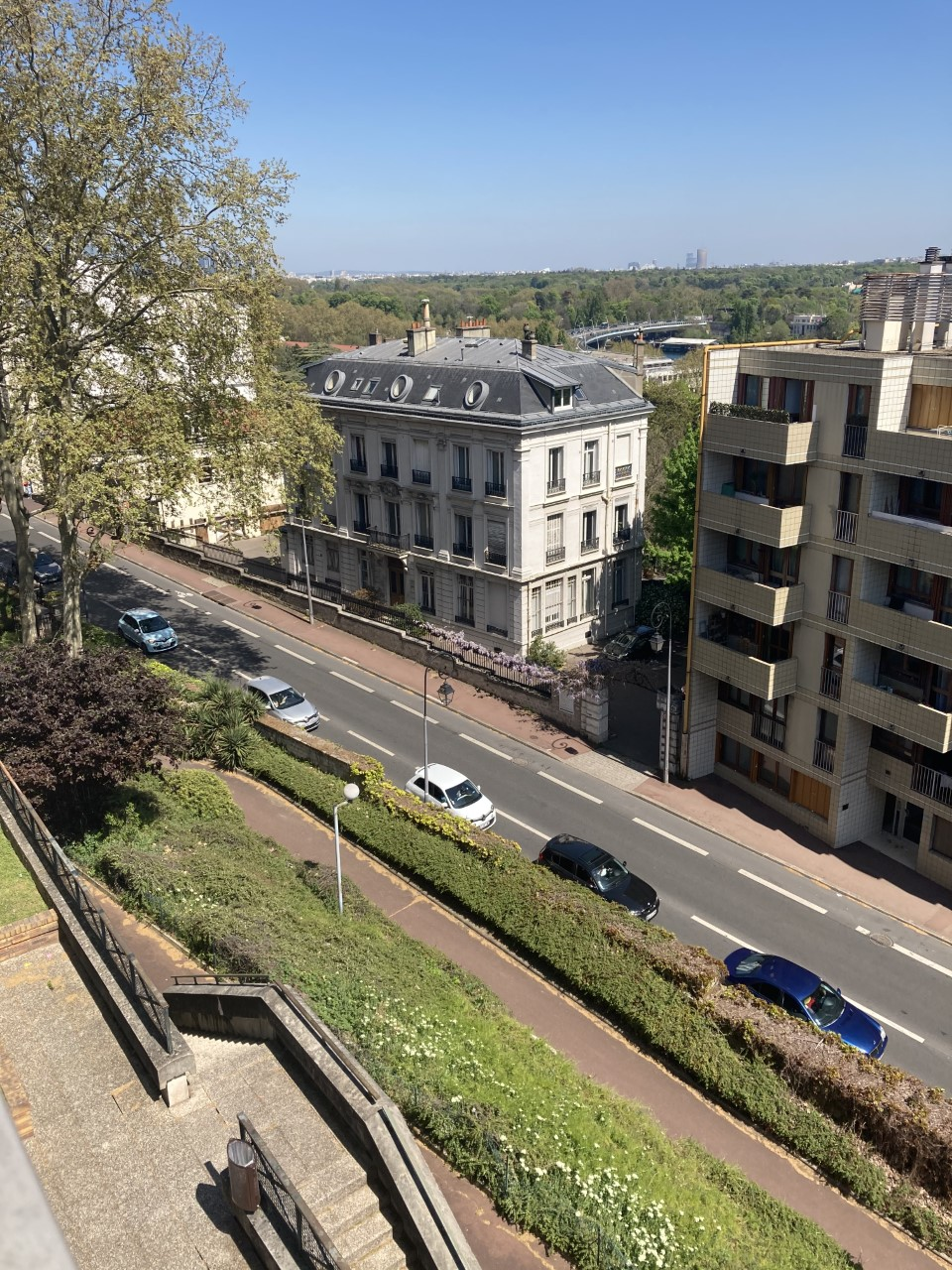
La rue Dailly en avril 2021.

Cette rue, tracée sur le flanc du coteau de Saint-Cloud, présente au niveau de la rue du Calvaire un virage en épingle à cheveux qui lui permet de gravir une forte déclivité. Le configuration du terrain est telle qu'une importante partie de son parcours est bordée de hauts murs retenant le sol.
Elle est desservie par la gare de Saint-Cloud.

## Origine du nom

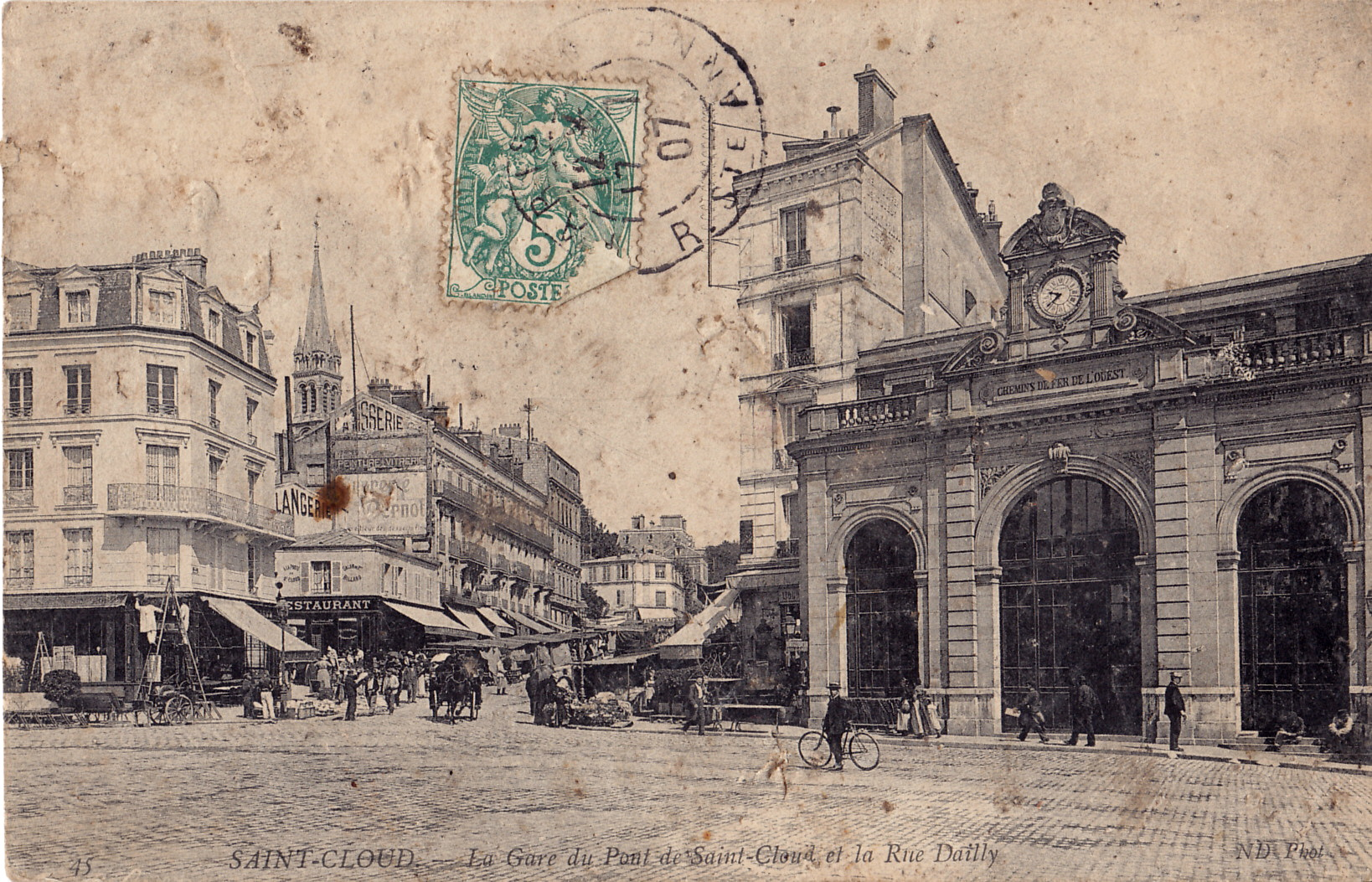
Rue Dailly et ancienne gare du Pont de Saint-Cloud sur la ligne de Puteaux à Issy-Plaine.

Le nom de cette rue a été donné en hommage à Alfred Dailly (1818-1888), haut fonctionnaire, administrateur des chemins de fer de l'Ouest, puis de l'hospice civil de Saint-Cloud.

## Historique

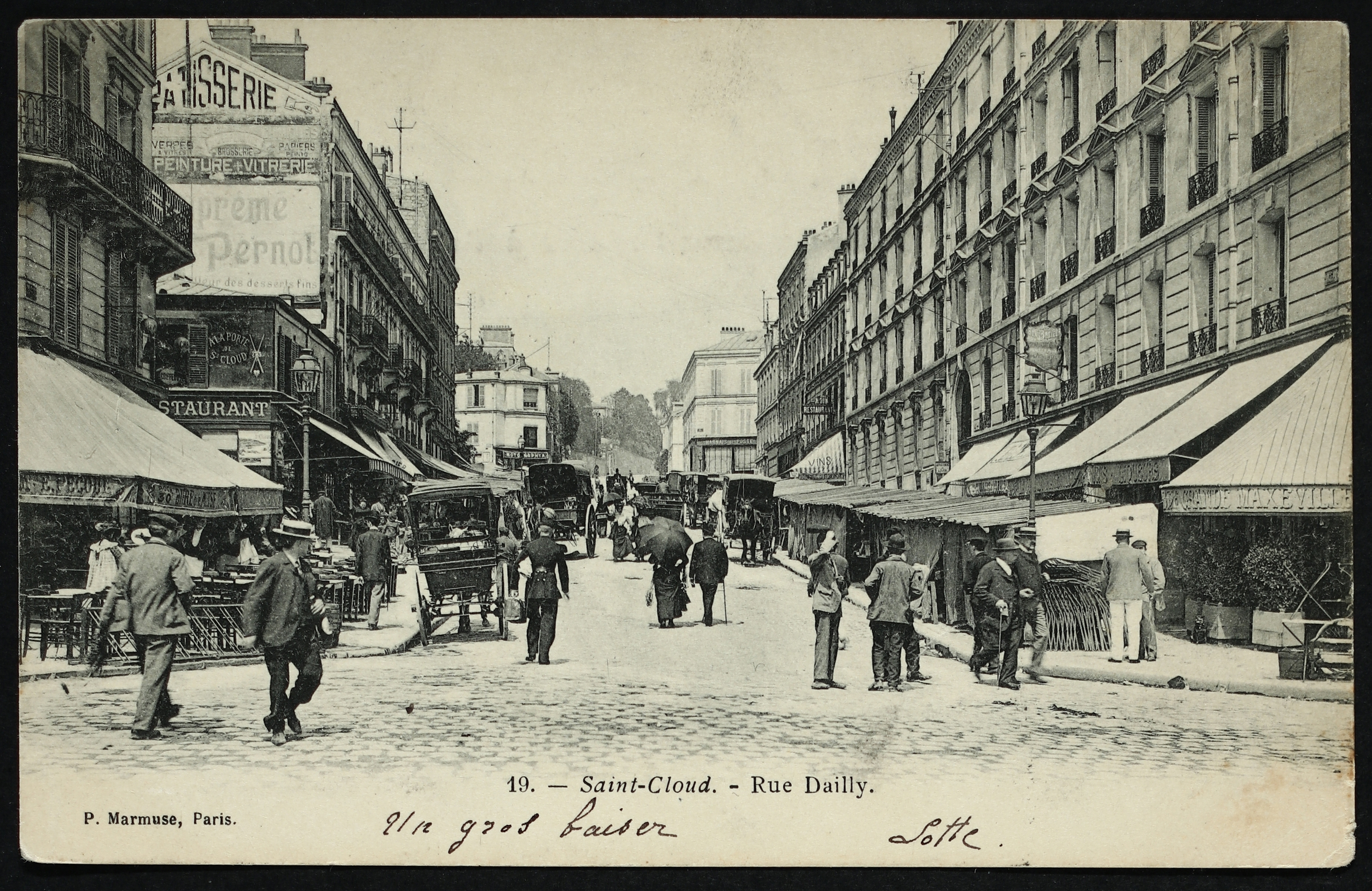
La rue Dailly vers 1900.

L'histoire de cette rue commence avec la construction de la ligne de chemin de fer Paris-Versailles en 1839. Une gare y est édifiée par l'architecte Alfred Armand. Cette gare sera refaite en 1975.
L'accès facilité depuis Paris entraînera la création de nombreuses maisons de villégiature.

## Bâtiments remarquables et lieux de mémoire
- Domaine national de Saint-Cloud.
- Hôpital René-Huguenin.

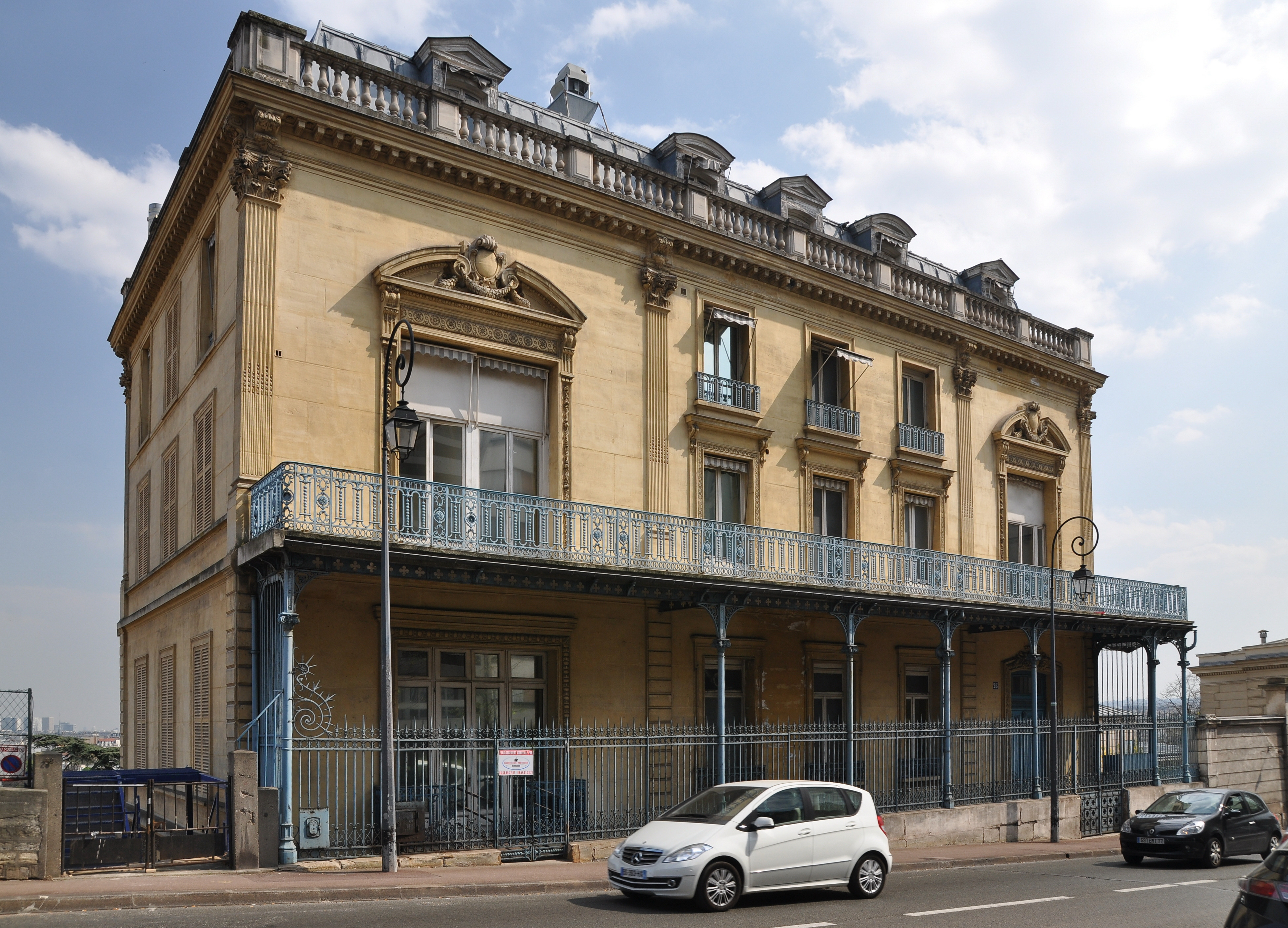
Le château de Pélican en 2012.

- Atelier du peintre Gaston de La Touche (1854-1913).
- Gare de Saint-Cloud.
- Le château de Pélican, maison datant de Second Empire[5], en partie restaurée[6].
- Un tunnel passant sous la rue, vestige de la voie privative de la gare des fêtes, située à proximité du parc de Saint-Cloud et réservée au couple impérial, qui se raccordait à la ligne principale au niveau de la gare de Saint-Cloud.
- Au no 3, une auberge datant du XIXe siècle, inscrite à l'inventaire général du patrimoine culturel[7].